# Fornos (Castelo de Paiva)
Fornos es una freguesia portuguesa del concelho de Castelo de Paiva, con 4,39 km² de superficie y 1.602 habitantes (2001). Su densidad de población es de 364,9 hab/km².